# پورتو سان خولیان
پورتو سان خولیان (به اسپانیایی: Puerto San Julián) یک منطقهٔ مسکونی در آرژانتین است که در Magallanes Department واقع شده‌است. پورتو سان خولیان ۶٬۱۴۳ نفر جمعیت دارد و ۱ متر بالاتر از سطح دریا واقع شده‌است.